# 多色喬丹綿鳚
多色喬丹綿鳚，為輻鰭魚綱鱸形目绵鳚亞目绵鳚科的其中一種，分布於西北太平洋區的日本海北部及鄂霍次克海南部海域，屬底棲性魚類，棲息深度在水深5至70公尺，體長可達15公分。

## 扩展阅读
維基物種上的相關：多色喬丹綿鳚